# Laurentiuskirche (Leulitz)

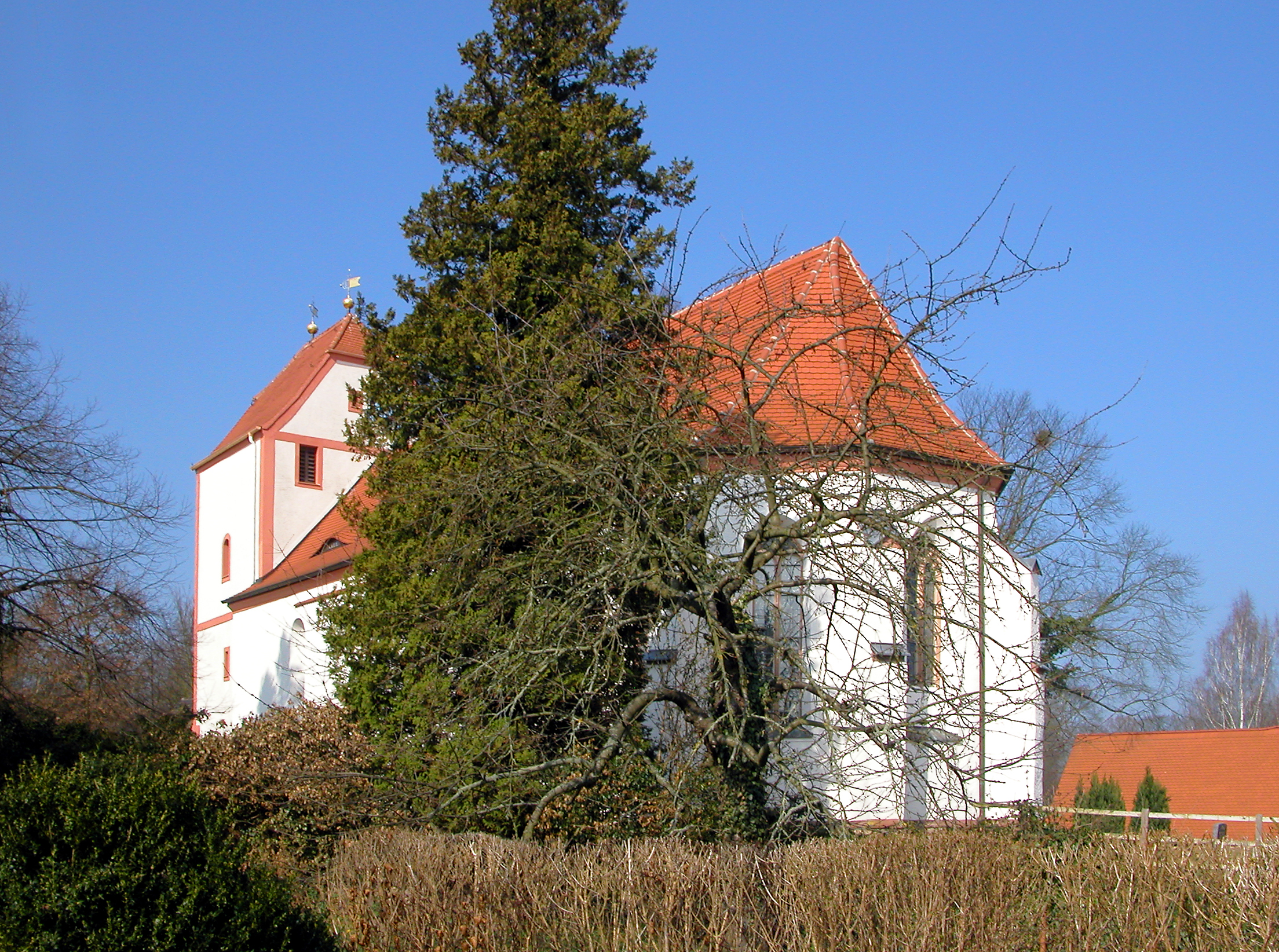
Laurentiuskirche Leulitz (2012)

Die Laurentiuskirche in Leulitz, einem Ortsteil von Bennewitz im Landkreis Leipzig in Sachsen, ist ein Sakralbau, der baugeschichtlich, ortsbildprägend und ortsgeschichtlich von Bedeutung ist. Umgeben vom historischen Friedhof, steht sie in zweiter Reihe auf einer Anhöhe am südlichen Ortsrand. Die Kirche gehört zum Kirchenbezirk Leipziger Land der Evangelisch-Lutherischen Landeskirche Sachsens.

## Geschichte und Ausstattung
Das Gotteshaus hat mit großer Wahrscheinlichkeit seinen Ursprung in einem Kloster des Franziskanerordens nahe der einstigen Schäferei, das dem heiligen Laurentius gewidmet war, und wurde im 14. Jahrhundert erbaut. Das bezeugt der älteste Teil der Kirche mit gotischen Fenstern und dem Gewölbe. Fenster, Türgewände und das Sakramentshäuschen bestehen aus Rochlitzer Porphyr.
1510 entstand der Chor, 1610 wurden im Kirchenschiff die Emporen eingebaut.
Seit 1716 gibt es den bis heute bestehenden 25 Meter hohen Kirchturm; er ersetzte den vorherigen, der auf der Mitte des Kirchengebäudes ruhte. Bauherr zwischen 1714 und 1716 war Johann Erich von Schönfeld.
Gutsbesitzer Johann Theodorus Koch unterstützte von 1740 bis 1777 die neuere Ausstattung der Kirche und die Anschaffung einer Orgel. Kammerherr von Arnim schenkte der Kirche 1895 eine neue Turmuhr und ließ 1897 an der Südseite die neue Sakristei anbauen und die alte Sakristei zur Kapelle umgestalten. 1900 erhielt der Altarraum neue Buntglasfenster.
Im Kirchenraum stehen eine Kanzel aus dem 17. Jahrhundert, ein Taufstein aus Porphyr und ein schlichter Altar mit einem Holzkreuz aus der Kirche St. Nikolai Machern. Zahlreiche Verschönerungen wurden von dem Fabrikanten Felix Thierfelder finanziell unterstützt.
Außen an der Nordseite des Chorraumes befinden sich ein Relief mit dem Wappen und der Inschrift Hans Pflugk vff Luilz 1510 und darüber ein Fenster von 1844 mit dem Namenspatron Laurentius von Rom. Das ursprüngliche Giebelkreuz mit der Inschrift D.B:S.M.J.G.F.I.B. wurde 1716 nach dem Neubau des Kirchturms an der Nordwand der Kirche eingefügt.
Der jahrzehntelange Betrieb des Militärflugplatzes Brandis-Waldpolenz, den die deutsche Wehrmacht und anschließend die Sowjetarmee nutzten, führte zu schweren Schäden an der Laurentiuskirche.
Nach 1990 wurde es möglich, dem Verfall Einhalt zu gebieten. So wurden 1997/1998 der Turm ab Kirchenschiff erneuert, das Dach neu eingedeckt, die Fenster im Kirchenschiff, im Altarraum und in der Sakristei restauriert und das Gebäude von außen trockengelegt. 2004/2005 erfolgte eine Außenrenovierung; daran waren auch Workcamps mit Jugendlichen der Kirchgemeinde und des ökumenischen Jugenddienstes beteiligt.
In den 2020er-Jahren nutzen Pfadfinder und ein Heimatverein das Gotteshaus.

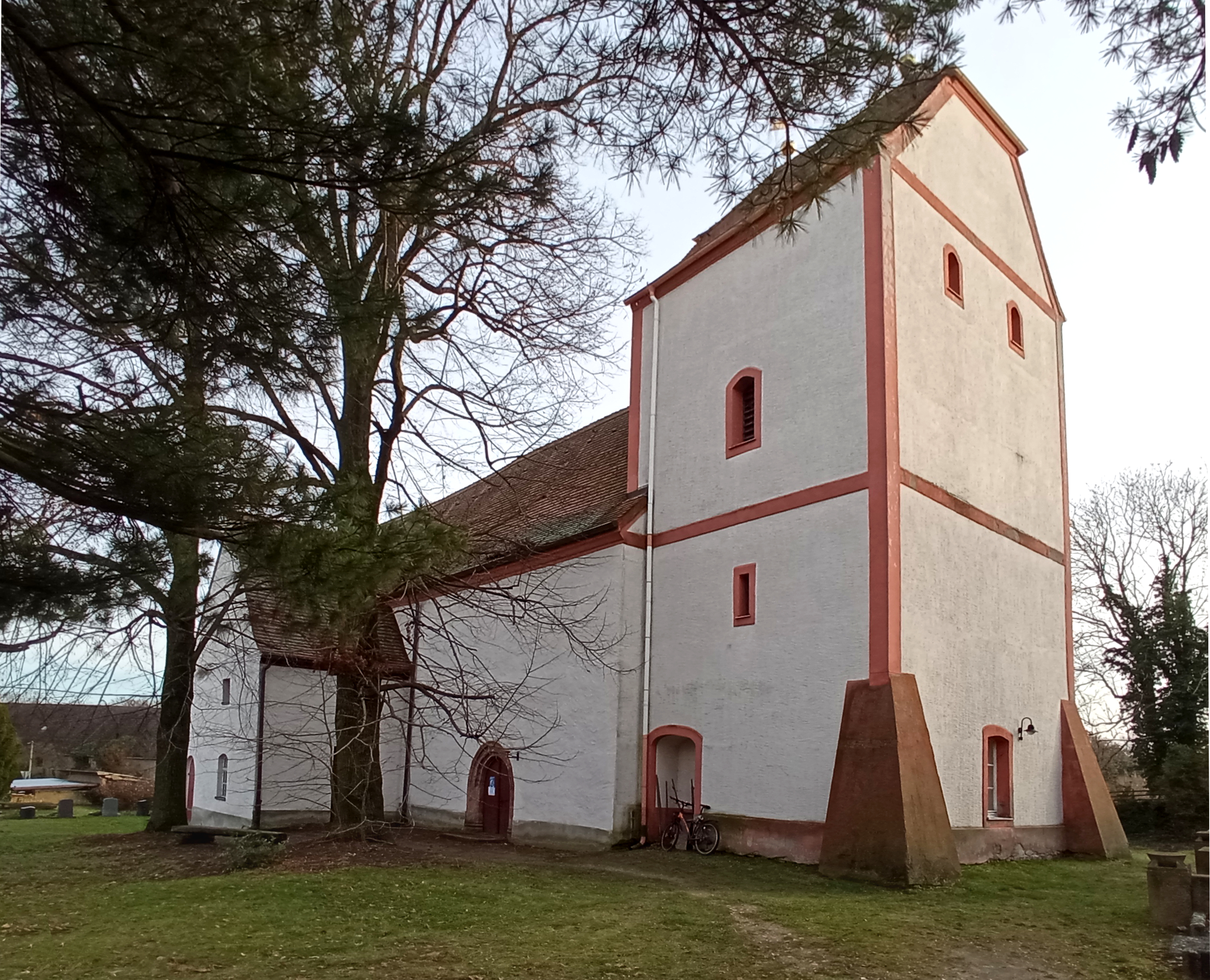
Turmseite, Ansicht von Nordwest (2023)
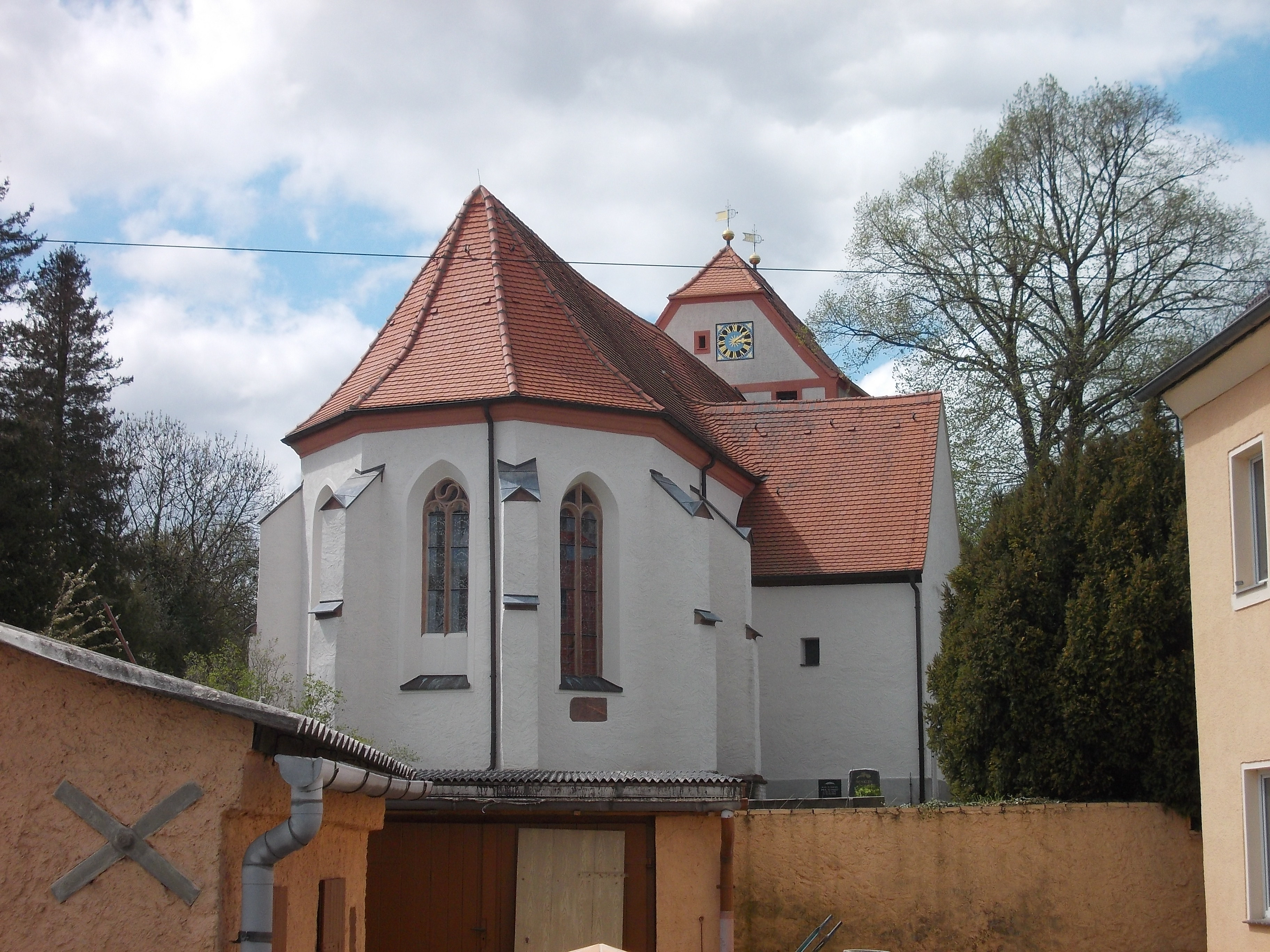
Ansicht von der Straße, von Osten (2013)
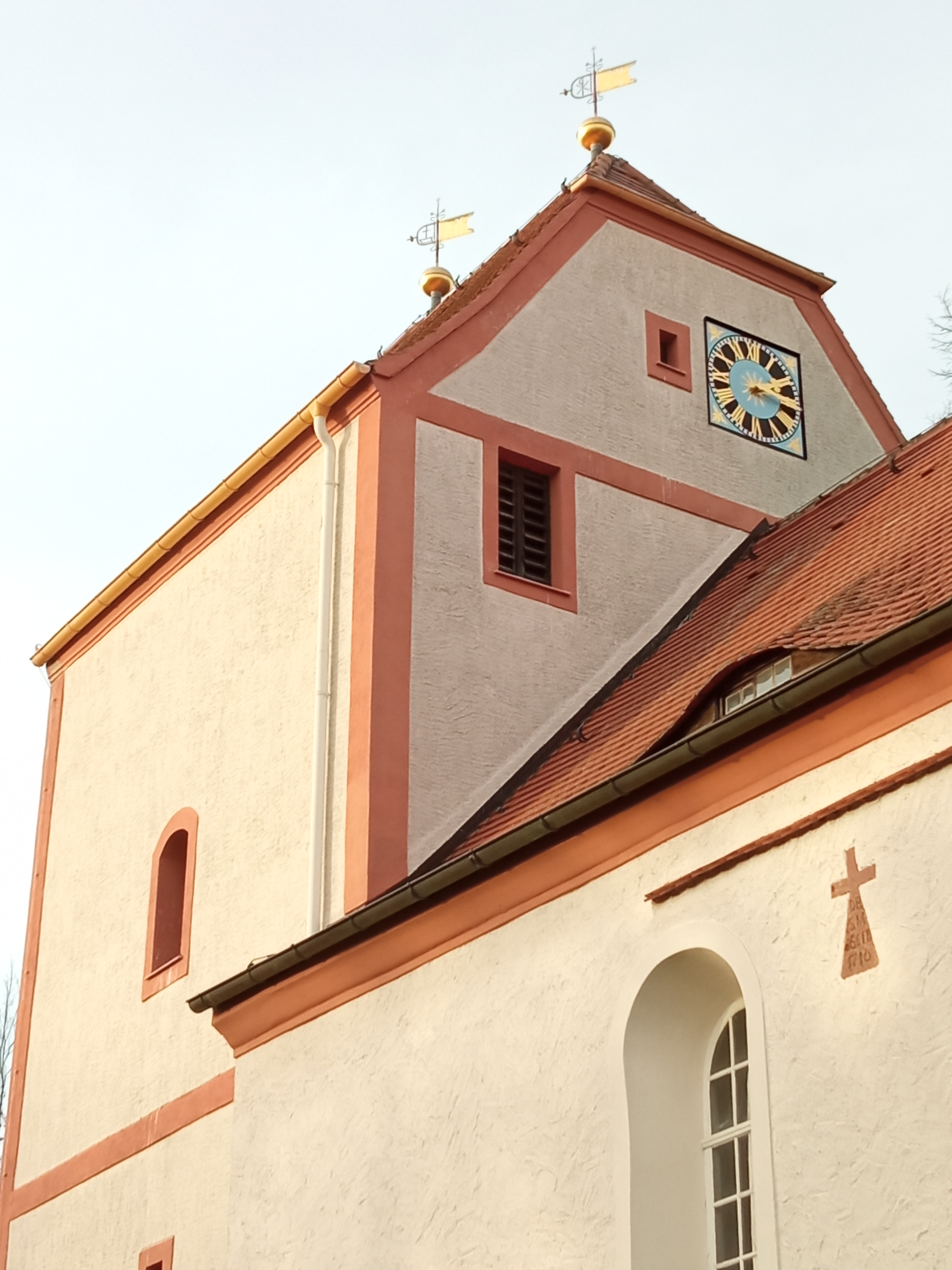
Kirchturm mit Wetterfahnen und Turmuhr (2023)
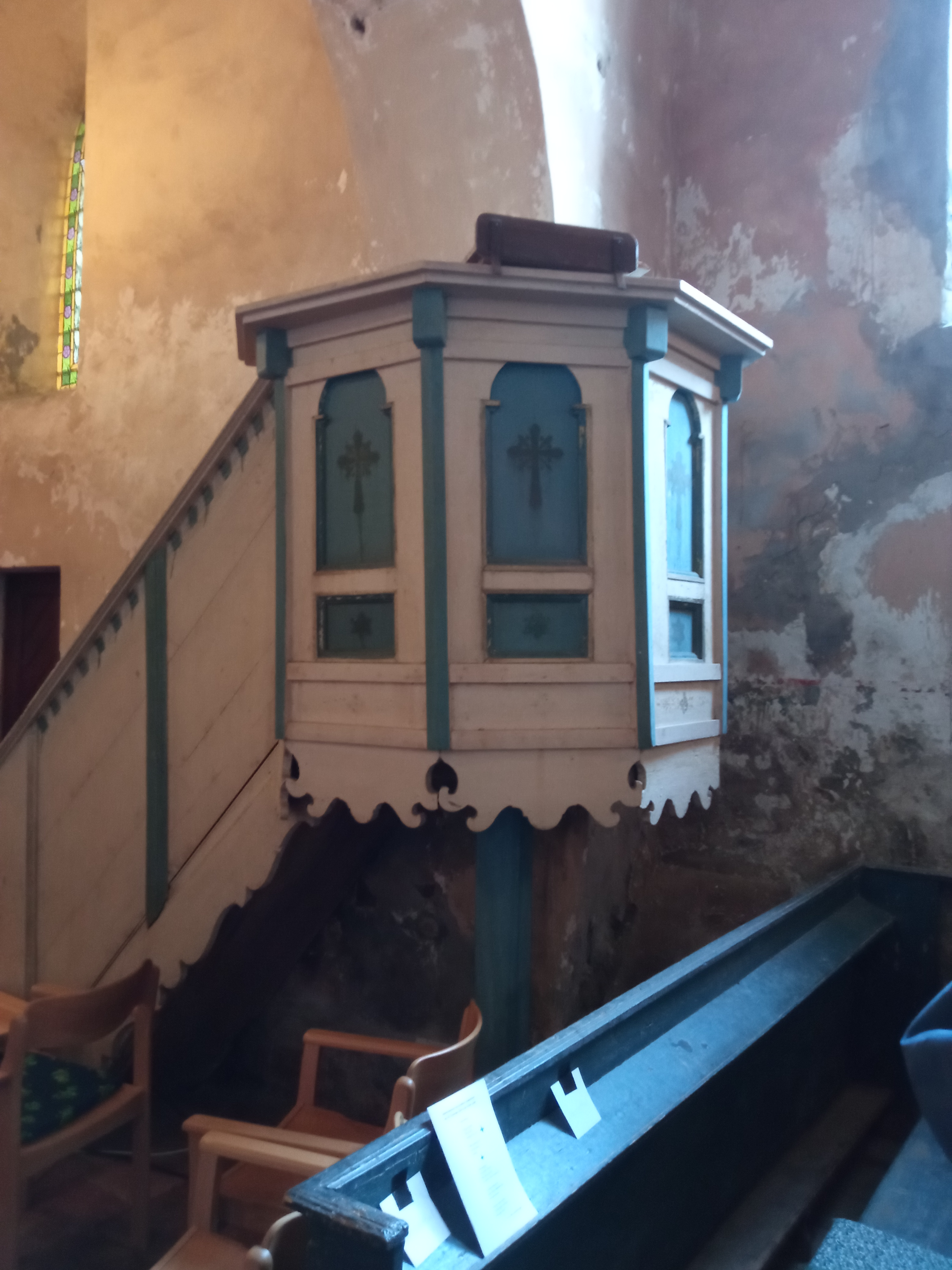
Kanzel (2023)
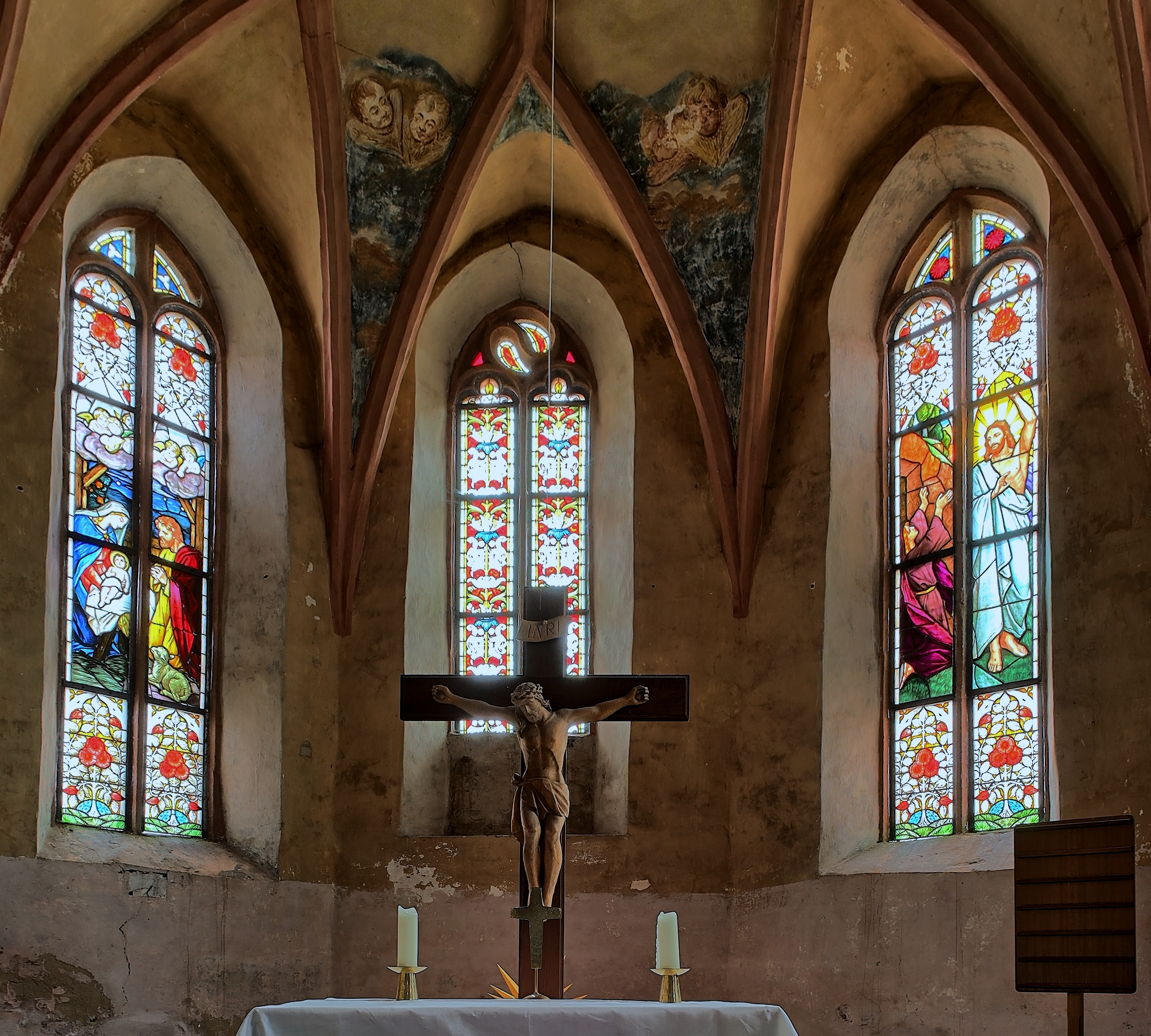
Altar und Buntglasfenster im Chor (2024)

## Überlieferte Sakralkunst dieser Kirche an anderen Standorten
- Der ursprüngliche spätgotische Flügelaltar wurde im Jahr 1906 erneuert und nach einer weiteren Restaurierung 1995 als Leihgabe in der Kirche Machern aufgestellt, da nach offiziellen Angaben die baulichen Umstände der Kirche zu Leulitz ungünstig für das Kunstwerk gewesen sein sollen.
- 1897 erwarb die Stiftung Leipziger Kunstfreunde zwei kunsthistorisch bedeutende Fenster aus dem Jahr 1513 (Größe jeweils 57 Zentimeter × 43 Zentimeter), die sie 1898 dem Kunstgewerbemuseum Leipzig übereignete. Die eine Glasscheibe zeigt die heilige Anna Selbdritt[1], die andere Glasscheibe den heiligen Laurentius[2]. Zum Museumsbestand zählt auch eine Glasscheibe aus dem Jahr 1515 mit dem Teil eines Wappenbildes aus der Kirche zu Leulitz (Fragment) und misst in der Originalgröße 29 Zentimeter × 30 Zentimeter (Länge × Breite)[3].

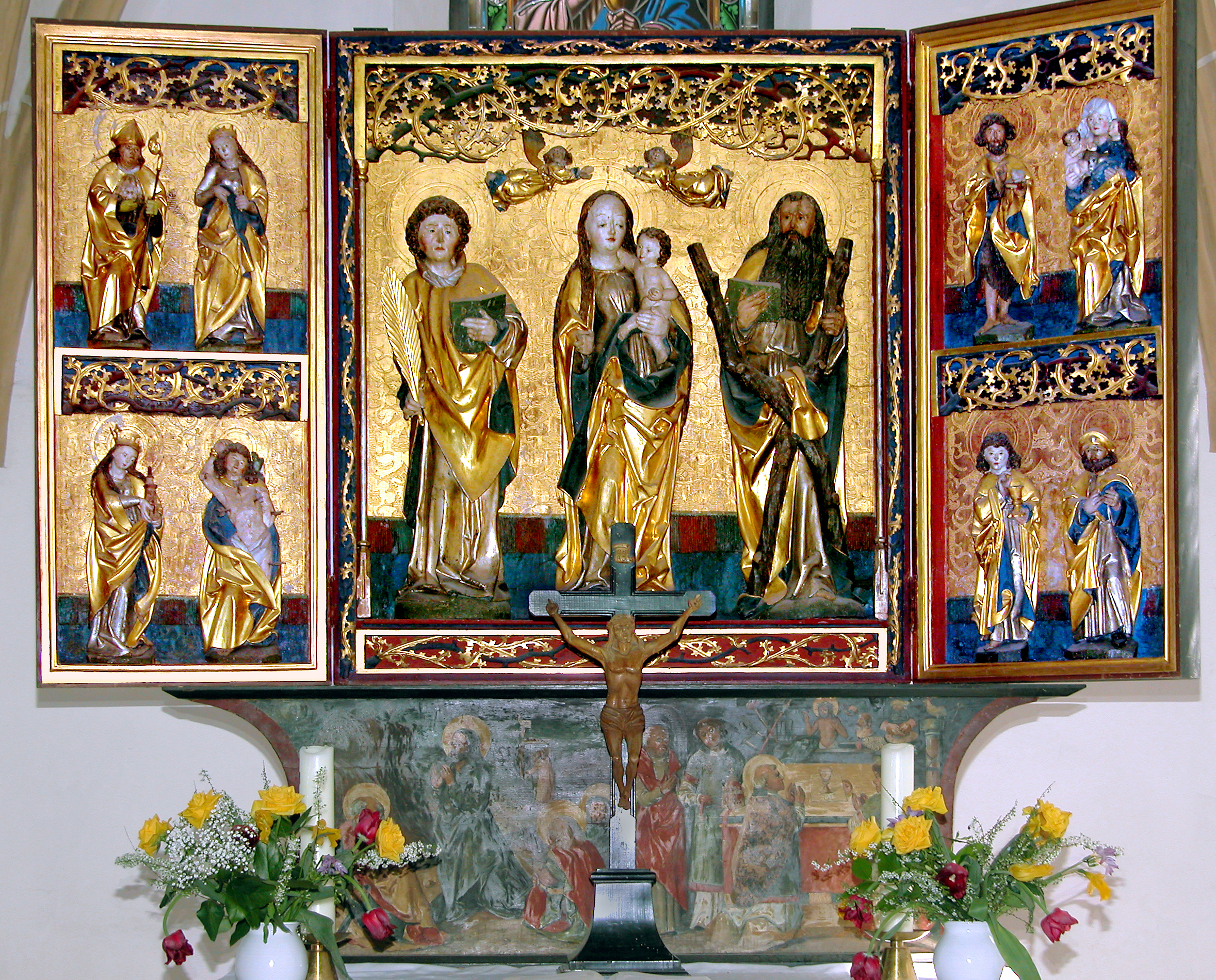
Spätgotischer Flügelaltar, seit 1995 als Leihgabe in der Kirche Machern
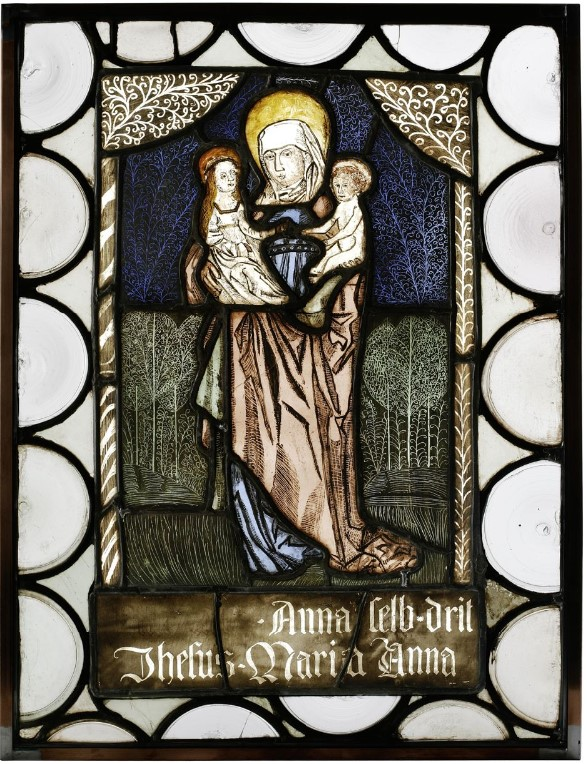
Anna Selbdritt Glasscheibe von 1513 - Kirche Leulitz - im Bestand des Grassimuseum für Angewandte Kunst Leipzig
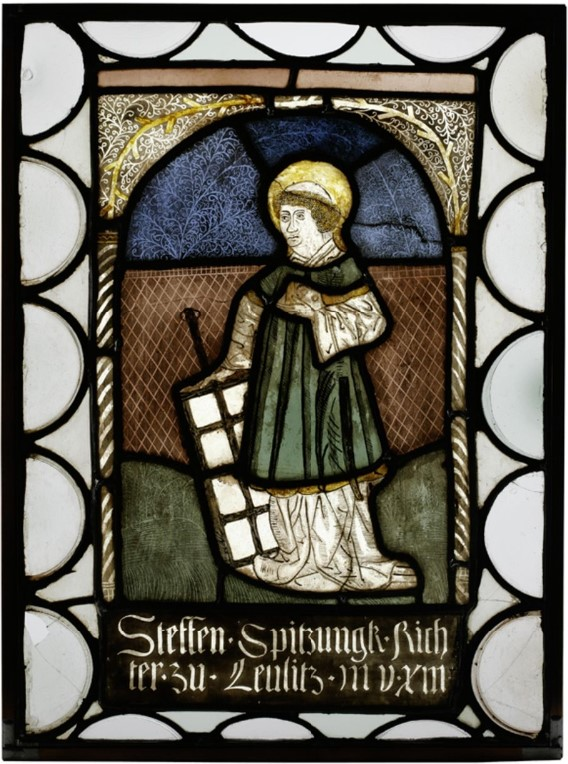
Laurentius Glasscheibe von 1513 - Kirche Leulitz - im Bestand des Grassimuseum für Angewandte Kunst Leipzig
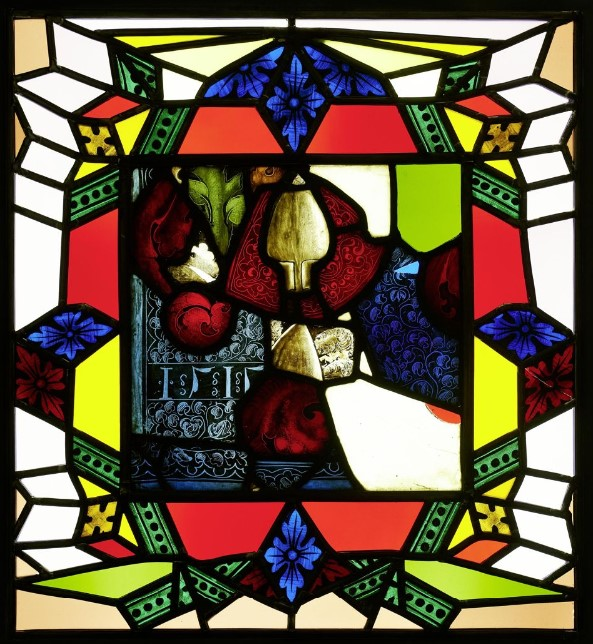
Wappen Glasscheibe von 1515 - Kirche Leulitz - im Bestand des Grassimuseum für Angewandte Kunst Leipzig

## Bauwerk
Das Gebäude ist eine große spätgotische Saalkirche mit Stilelementen aus Romanik, Gotik und Barock. Es hat einen langgestreckten Chor mit 3/8-Schluss und einen massigen barocken Westturm. Der Massivbau aus Bruchstein ist verputzt. Er hat mit Porphyrtuff gedeckte Strebepfeiler. Auch das Maßwerk der Segmentbogenfenster und das Portal sind in Porphyrtuff ausgeführt.
Der rechteckige Turm hat ein Krüppelwalmdach und Putzgliederung, das Kirchenschiff Satteldach, Fledermausgaube und Putztraufe. Seitlich ist eine Sakristei angebaut. Mit der ID-Nummer 08974189 hat das Landesamt für Denkmalpflege Sachsen die Kirche in die Liste der Kulturdenkmale in Bennewitz eingetragen.
Der Innenraum ist flachgedeckt, der Chor hat ein Kreuzrippengewölbe. Zur Ausstattung gehören zweiseitige Emporen, Patronatsloge, Buntglasfenster, Altar, Kanzel, Taufstein, Lesepult sowie die Orgel von Conrad Geißler.

## Orgel

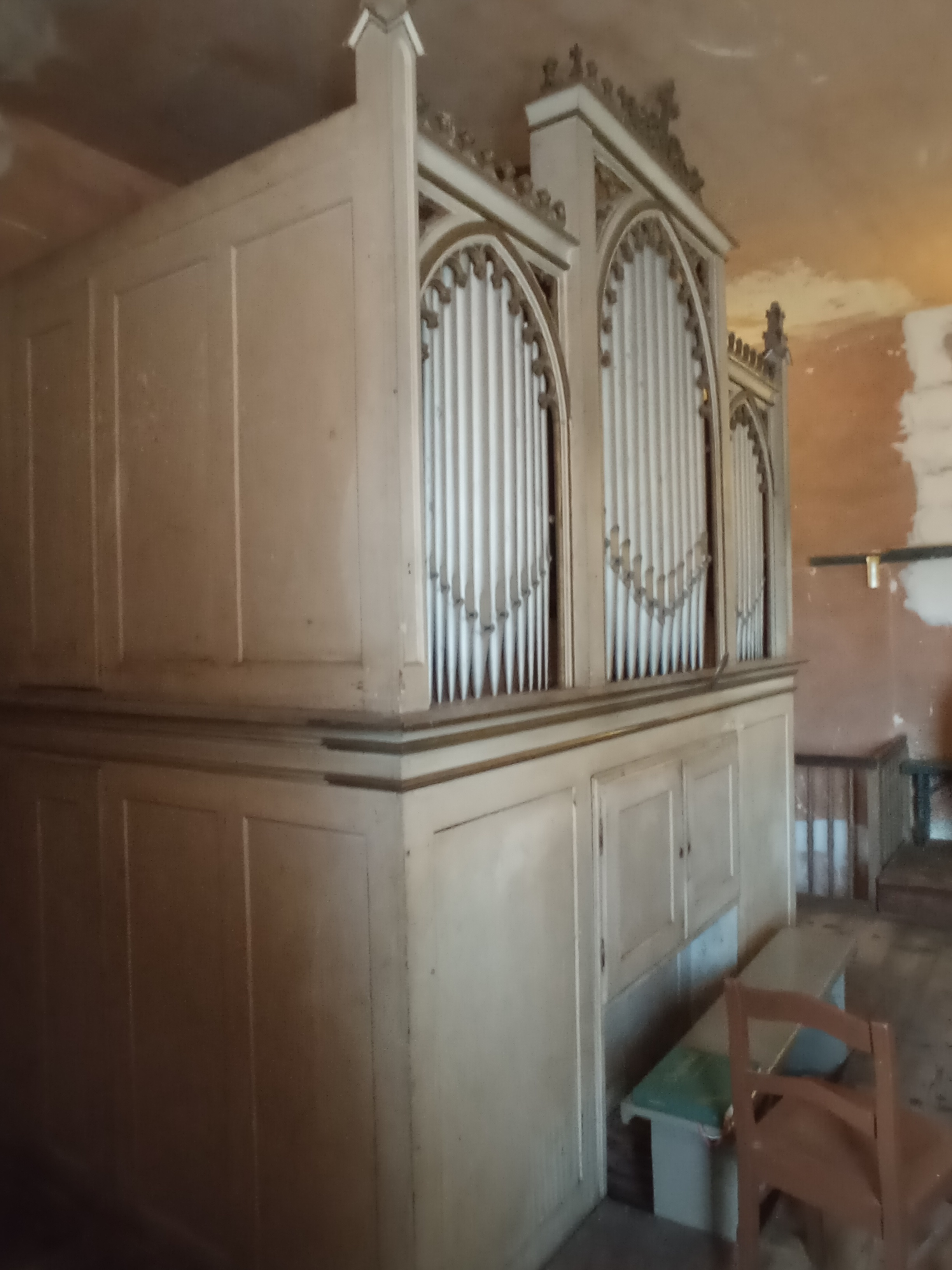
Geißler-Orgel von 1886

Die erste Orgel entstand 1740. Sie wurde zwischen 1884 und 1886 von Conrad Geißler durch das heutige Instrument mit 10 Registern auf zwei Manualen und Pedal ersetzt. Dessen Disposition lautet:
| I. Manual   |     |
| Bordun      | 16′ |
| Principal   | 08′ |
| Doppelflöte | 08′ |
| Octave      | 04′ |
| Mixtur III  |     |

| II. Manual     |    |
| Flöte traverso | 8′ |
| Salicional     | 8′ |
| Flauto Dolce   | 4′ |

| Pedal       |     |
| Subbass     | 16′ |
| Violoncello | 08′ |

- Koppeln: II/I, I/P, II/P
- Nebenregister: Klingel zum Calcant, Vacat

## Geläut
Im Kirchturm hängt ein Geläut aus drei Eisenhartguss-Glocken, gegossen im Jahr 1924 von der Gießerei Ulrich & Weule:
- Glocke mit Schlagton a′ mit 115 Zentimeter unterem Durchmesser und 750 Kilogramm Gewicht
- Glocke mit Schlagton cis″ mit 92 Zentimeter unterem Durchmesser und 380 Kilogramm Gewicht
- Glocke mit Schlagton e″ mit 76 Zentimeter unterem Durchmesser und 200 Kilogramm Gewicht.[6]

Im Ersten Weltkrieg wurden zwei der aus den Jahren 1718 und 1752 stammenden drei Bronze-Glocken als sogenannte Metallspende abgenommen und für Rüstungszwecke eingeschmolzen. Die verbliebene Bronzeglocke wurde später für die Eisenhartgussglocken in Zahlung gegeben. Diese werden bis heute mit der Hand geläutet.

## Kirchgemeinde
Mit Wirkung vom 1. Januar 2020 haben die Evangelisch-Lutherischen Kirchgemeinden Borsdorf-Zweenfurth, Gerichshain-Althen und Panitzsch (seit 1. Januar 2020: Vereinigte Evangelisch-Lutherische Kirchgemeinde Parthenaue-Borsdorf), die Evangelisch-Lutherische St.-Nikolai-Kirchgemeinde Machern und die Evangelisch-Lutherische Kirchgemeinde Püchau-Bennewitz (seit 1. Januar 2020: Vereinigte Evangelisch-Lutherische Kirchgemeinde Machern-Püchau-Bennewitz), die Evangelisch-Lutherische Kirchgemeinde Brandis-Polenz und die Evangelisch-Lutherische Kirchgemeinde Beucha-Albrechtshain im Kirchenbezirk Leipziger Land ein Schwesterkirchverhältnis gegründet.
Trägerin der gemeinsamen Pfarrstellen und anstellende Kirchgemeinde gemäß Kirchgemeindestrukturgesetz (§ 2 Abs. 3) ist die Evangelisch-Lutherische Kirchgemeinde Parthenaue-Borsdorf.

## Pfarrer
| - 1557: Lampert Berthold - 1570: Johann Rosenbach - 1574: Andreas Herler d. Ä. - 1579: Andreas Herler d. J. - 1582: Peter Schlegel - 1618: Georg Kaltenhöfer - 1624: Hieronymus Büttner - 1636: Daniel Pfannkuch - 1638: Tobias Kirsten - 1663: Christoph Weirauch - 1680: Peter Simon - 1729: Johann Adam Günther - 1751: Karl Friedrich Trübsbach | - 1764: Johann Friedrich Hillig - 1773: Karl Friedrich Hebold - 1801: Karl Heinrich Henze - 1821: Heinrich Adolf Eduard Wagner - 1845: Hermann Gustav Hasse - 1859: Gustav Ernst Schwäbe - 1862: Georg Hartmann Weineck - 1891: Johann Friedrich Urban - 1894: Max Heinrich Löwe - 1913: Ernst Karl Ziegler - 1926: Christian *Gottfried Immanuel Fraustadt - 1928: *Johannes Fürchtegott Wolf |